# Bonjour
För andra betydelser, se Bonjour (olika betydelser).

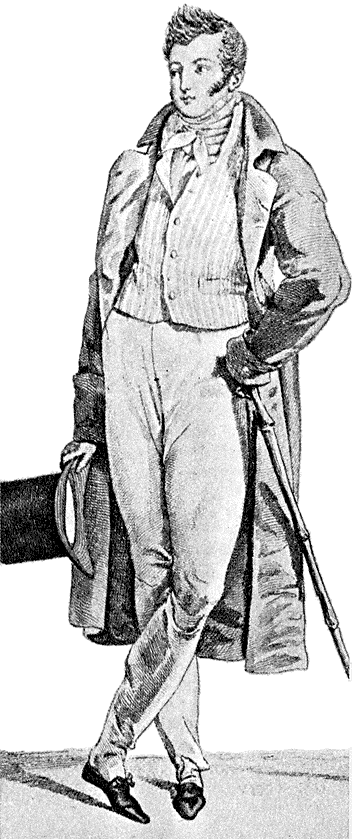
Man med enkelknäppt frack i redingot- eller bonjour-snitt, det vill säga med söm i livet och sidoskört. Från Costumes Parisiens, 1813.

Bonjour eller redingot är en formell herrjacka i mörkt tyg, vars skört i motsats till jacketten har raka kanter och går ihop framtill. Modet på 1790-talet anpassade denna klädtyp även för damer.
Länge kunde bonjouren vara av mycket växlande snitt och färg, men har under 1800-talet alltid haft två knapprader. Under slutet av 1800-talet blev den svarta bonjouren formell aftonklädsel, medan färgade bonjourer reserverades till att bli promenaddräkt. Ännu i början av 1900-talet räknades bonjouren som den korrekta visit- och förmiddagsdräkten vid formellare sammanhang – därav namnet. I enklare borgerliga sammanhang var den mer sällsynt förekommande som ersättning för frack eller smoking, främst hos äldre personer.
Bonjour kallas ibland redingot från engelskans riding coat. Redingot kan dock även syfta på en överrock av liknande snitt som bonjouren.
Den klassiska riddräkten och jacketten är besläktad med bonjouren.